# Indocalamus latifolius
Espèce
Indocalamus latifolius est une espèce de plantes à fleurs monocotylédones de la famille des Poaceae, sous-famille des Bambusoideae, originaire de Chine.
Ce sont de petits bambous aux feuilles vert foncé, assez grandes, aux tiges (chaumes) dressées pouvant atteindre 100 cm de long, avec un port retombant et formant naturellement une boule. L'inflorescence est une panicule ou un groupe de racèmes.
C'est une plante comestible[réf. nécessaire].

## Description
Indocalamus latifolius est un bambou vivace, cespiteux, aux rhizomes allongés (leptomorphes) et aux tiges ligneuses dressées, aux entre-nœuds térètes, pouvant atteindre 100 cm de long et 5 mm de diamètre.
On compte de 2 à 3 feuilles caulinaires par ramification, avec une gaine glabre ou pileuse.
Les feuilles présentent une ligule formée d'une membrane ciliée de 1,5 à 4 mm de long, et un  pseudo-pétiole de 0,3 à 0,8 mm de long  formé par un rétrécissement du limbe, à la jonction avec la gaine.
Le limbe foliaire, cunéé à la base ou largement arrondi, glabre ou pubescent en surface, poilu sur la face abaxiale, de forme  lancéolée ou oblongue, atténuée à l'apex, est long de 10 à 30 cm et large de 15 à 47 mm. Il présente une nervation composée de 12 à 24 nervures secondaires, avec de nervures transversales distinctes.
L'inflorescence est une panicule ouverte, elliptique, de 6 à 12 cm de long, avec un axe pubescent, sans bractées ou avec de bractées seulement aux ramifications les plus basses. La panicule est sous-tendue à la base par une feuille. Ses ramifications primaires sont opprimées. Elle est composée de racèmes comprenant 4 à 5 épillets fertiles.
Les épillets fertiles, linéaires, de 25 à 40 mm de long sont de forme supérette (quasi cylindrique. Ils comprennent de 5 à 9 fleurons fertiles, avec des fleurons réduits vers l'apex. Ils sont pédicellés et sont caducs à maturité, se désarticulant sous chaque fleuron fertile.
Ils sont sous-tendus par deux glumes persistantes, lancéolées, non carénées, de consistance cartacée, plus courtes que l'épillet et semblables entre elles.
La glume inférieure, longue de 5 à 7 mm, présente de 5 à 7 nervures latérales.
La glume supérieure, longue de 8 à 10 mm, présente de 7 à 9 nervures.
Les fleurons fertiles sont sous-tendus par deux glumellules : un lemme ovale de 13 à 15 mm de long, de consistance cartacée et présentant de 11 à 13 nervures, et une paléole de 5 à 7 mm de long, cartacée, ciliée à l'apex.
Les fleurons apicaux, stériles, ressemblent aux fleurons fertiles, mais sont moins développés.
Les fleurons fertiles comptent 3 lodicules de 1 mm de long, 3 anthères pourpres de 4 à 5 mm de long et 2 stigmates.
Le fruit est un caryopse au péricarpe adhérent.

## Propriétés
Une étude chinoise de 2015 a permis d'isoler divers composés chimiques des feuilles d’Indocalamus latifolius (qui servent notamment à emballer les zongzis. Il s'agit
- d'une part de quatre composés nouveaux : latifoliusine A, (7S,8R) syringylglycérol-8-O-4′-sinapyl éther 4-O-β-d-glucopyranoside, (7S,8S) syringylglycérol-8-O-4′-sinapyl éther 7-O-β-d-glucopyranoside et (7R,8S) syringylglycerol-8-O-4′-sinapyl éther 7-O-β-d-glucopyranoside,

- et d'autre part de six composés déjà connus : L-phénylalanine, dihydroxyméthylbis(3,5-diméthoxy-4-hydroxyphényl) tétrahydrofurane-9-O-β-D-glucopyranoside, rel-(7R,8S,7′S,8′R)-4,9,4′,9′-tétrahydroxy-3,3′-diméthoxy-7,7′-époxylignane 9-O-β-D-glucopyranoside, apigénine 6-C-α-L-arabinopyranosyl-8-C-β-D-glucopyranoside, apigénine 7-O,8-C-di-glucopyranoside et (7S,8S) syringylglycérol-8-O-4′-sinapyl éther 9′-O-β-D-glucopyranoside[3].

Les analyses effectuées ont montré que deux de ces composés, l'apigénine 6-C-α-l-arabinopyranosyl-8-C-β-d-glucopyranoside et l'apigénine 7-O,8-C-di-glucopyranoside, ont une activité antibactérienne contre quatre souches de bactéries, à savoir Staphylococcus aureus, Bacillus thuringiensis, Escherichia coli et Pseudomonas solanacearum.

## Distribution et habitat
L'aire de répartition originelle d'Indocalamus latifolius se situe dans le centre-est de la Chine, dans les provinces d'Anhui, Henan, Hubei, Jiangsu, Shaanxi (en particulier sur les monts Qinling), Shanxi .
La plante se rencontre dans les forêts ouvertes, sur les pentes des montagnes et dans les vallées, à des altitudes inférieures à 1000 mètres.

## Synonymes
Selon Catalogue of Life (21 mai 2018) :
- Arundinaria latifolia Keng
- Indocalamus lacunosus T.H.Wen
- Indocalamus migoi (Nakai) Keng f.
- Pseudosasa hirta S.L.Chen & G.Y.Sheng
- Pseudosasa truncatula S.L.Chen & G.Y.Sheng
- Sasamorpha latifolia (Keng) Nakai
- Sasamorpha migoi Nakai

## Utilisation
Les chaumes d’Indocalamus latifolius sont utilisés pour fabriquer des objets d'artisanat, comme des porte-pinceaux à écrire,  et les feuilles géantes servent à envelopper des préparations alimentaires à base de riz, en particulier les zongzis, ainsi qu'à la confection de chapeaux ou de couvercles de bateaux à l'épreuve de la pluie.
Ce bambou est par ailleurs cultivé comme plante ornementale, notamment en Europe et en Amérique du Nord, de préférence en situation ombragée. Des cultivars ont été sélectionnés dans ce but, par exemple 'Solidus'. C'est un bambou relativement rustique pouvant supporter des températures négatives jusqu'à -15 °C.